# Todos los derechos revertidos

El símbolo del copyleft. A diferencia del símbolo de copyright, no tiene ningún significado legal.

Todos los derechos revertidos (en inglés: All rights reversed) es una frase que indica una liberación de derechos de autor o un estado de licencia de copyleft. Es un juego de palabras con el descargo de responsabilidad común de derechos de autor «Todos los derechos reservados», una formalidad de derechos de autor originalmente requerida por la Convención de Buenos Aires de 1910. «Todos los derechos revertidos» (a veces pronunciado como rito) fue utilizado por el autor Gregory Hill para autorizar la reimpresión gratuita de su libro Principia Discordia a fines de la década de 1960. El descargo de responsabilidad de Hill fue acompañado por el símbolo kosher «Ⓚ» (para kallisti), un juego de ©, el símbolo de copyright.
En 1984/5, el programador Don Hopkins envió a Richard Stallman una carta con la etiqueta «Copyleft: todos los derechos revertidos». Stallman eligió la frase para identificar su método de distribución de software libre. A menudo va acompañado de una versión invertida del símbolo de copyright. Dicho esto, este uso es considerado legalmente riesgoso por la Free Software Foundation.
«Todos los derechos revertidos», su homófono, «Todos los ritos revertidos» y/o el símbolo «Copyleft» se utilizan ocasionalmente entre quienes publican o producen medios (o cualquier otro material que normalmente podría estar protegido por derechos de autor) como un medio inteligente para decir: «Esto no tiene derechos de autor. Por favor, haga con él lo que quiera», y fomentando la duplicación y el uso del material «copy-left» del mismo.
El personaje de código abierto Jenny Everywhere se publica bajo una licencia de «Todos los derechos revertidos».